# Hendíadis
La endíadis o hendíadis (del latín hendiadys, y éste de la expresión griega ἓν διὰ δυοῖν, que significa «uno mediante dos») es una figura retórica que consiste en la expresión de un único concepto mediante dos términos coordinados. Así, si decimos «estará aquí en carne y hueso», los dos sustantivos sirven para trasmitir una sola idea («en persona»). Otros ejemplos comunes son las expresiones «prometer el oro y el moro», «estar a las duras y a las maduras», «a tontas y a locas», «sano y salvo», «a trancas y barrancas» y «a troche y moche».